# Kasberget, Söderhamns kommun
Kasberget är ett berg och ligger i Mo, Söderhamn och är 202 meter över havet. Berget har fått sitt namn då man förr i tiden tände varningseldar där då fiendeflottor siktats ute vid kusten och man behövde påkalla beredskap hos ortsborna.

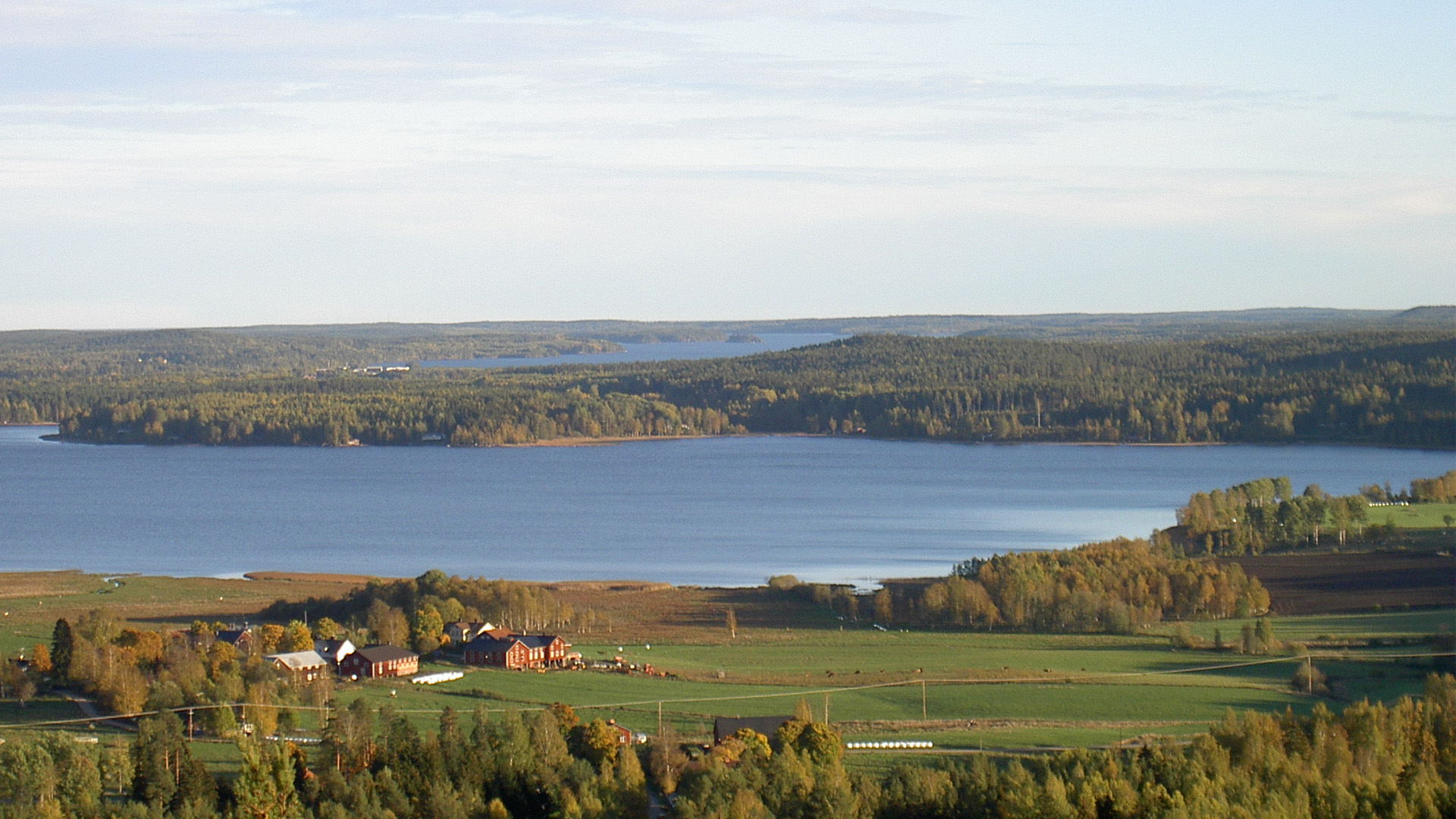
Vy från Kasberget i Mo mot havet Östersjön.

Våren 2005 började Mo Hembygdsförening planera för att uppföra ett utsiktstorn på toppen av Kasberget. Vid midsommar samma år startade bygget och var klart i augusti. Tornet är 8 meter högt och byggt av kraftledningsstolpar . Utsiktstornet invigdes 24 september 2005. Sommaren 2006 kompletterades bygget med en bro över ravinen. För att besöka Kasberget tar man Kilbovägen från Flor mot Segersta, bilparkering finns vid vägen och man får sedan gå stigen upp till Kasbergets topp. Det finns två rastplatser vid stigen upp till Kasberget.
Mo Hembygdsförening har producerat skriften Utsiktstornet Kasberget 2005.